# Roman Iossifowitsch Jurjew-Lunz
Roman Iossifowitsch Jurjew-Lunz (russisch Роман Иосифович Юрьев-Лунц; * 23. März 1902 in Moskau; † 22. August 1985) war ein sowjetischer Theater- und Film-Schauspieler sowie Estrada-Künstler.

## Leben
Jurjew-Lunz wurde als Spross einer Arztfamilie in Moskau geboren. Er zeigte früh künstlerisches Interesse und orientierte sich an dem Schauspieler Igor Wladimirowitsch Iljinski.
Nach dem Tod seiner Eltern bezogen Verwandte deren Haus und aufgrund des kurz zuvor ausgebrochenen Ersten Weltkrieges meldete sich Jurjew-Lunz freiwillig zur Armee. Hier diente er unter Michail Tuchatschewski.
Nach Kriegsende lebte Jurjew-Lunz zeitweise in der Provinz und sammelte dort erste Theatererfahrungen. Nach der Rückkehr in seine Heimatstadt trat er dem „Moskauer Estrada- und Miniaturtheater“ bei. Als dieses geschlossen wurde, wechselte Jurjew-Lunz zum Musiktheater „Moskonzert“, an dem er über einen Zeitraum von 50 Jahren auftrat. Während des Deutsch-Sowjetischen Krieges spielte er außerdem zur Unterhaltung der Fronttruppen. Zu seinen Bühnenpartnerinnen gehörten große Namen wie Tatjana Peltzer und Maria Wladimirowna Mironowa.
Auf der Leinwand war Jurjew-Lunz erstmals 1940 in einer Bühnenaufzeichnung zu sehen, in der er die Figur des Patachon darstelle. 1946 verkörperte er in Der Schwur den sowjetischen Politiker Andrei Alexandrowitsch Schdanow, wurde aber nicht in den Credits genannt. Unter Alexander Rous Regie gab er in Die schöne Warwara die Rolle des "Ali Hussein, Erfinder des Aquariums", der erfolglos um die Titelfigur freit. In Der Hirsch mit dem goldenen Geweih spielte Jurje-Lunz einen Räuber. Seinen letzten Filmauftritt hatte er 1978 in einer kleinen Nebenrolle als Diener in einer Verfilmung von Anton Tschechows Ein Drama auf der Jagd.

## Filmografie (Auswahl)
- 1970: Die schöne Warwara (Warwara-krasa, dlinnaja kosa)
- 1972: Der Schwur (Kljatwa)
- 1973: Der Hirsch mit dem goldenen Geweih (Solotye roga)